# クジマ・ペトロフ＝ヴォートキン
クジマ・セルゲーエヴィチ・ペトロフ＝ヴォートキン (Кузьма Сергеевич Петров-Водкин 1878年11月5日-1939年2月15日)は、ロシア・ソビエトの芸術家。「ヴォートキン」は、「ヴォトキン」とも表記される。

## 生涯
ロシア帝国サラトフ県フヴァリンスクで生まれる。靴屋を営む一家。中学校を卒業後、小造船所にて働くかたわら鉄道学校の入試を受けるが失敗のち美術教室に通う。
サラトフ周辺でさまざまな絵画の依頼を受け持ち、やがて建築家ロベルト＝フリードリッヒ・メルチェルにその才能を認められる。さらなる学びを奨励されたうえペテルブルクに招かれた。1895年から1897年までペテルブルクのバロン・スティグリッツ中央製図学校に通いのちモスクワの絵画彫刻建築学校に転校、イサーク・レヴィタンやヴァレンティン・セローフの薫陶を受ける。1904年に同校を卒業した。 それからミュンヘンやパリに遊学。さらにイタリアや北アフリカを見聞する。パリで1906年にセルビア人マリア・ヨバノビッチと出会い、結婚。2人の娘を授かる。
1900年代頃から絵画を発表し始める。1910年に絵画『夢』を発表したが、国内で論争を巻き起こし賛同者もいたがあまねくそしられ、とくにイリヤ・レーピンから強く批判を浴びせられた。1912年に社会変化の形容と見なされた絵画『赤馬の水浴』を芸術世界展にて発表してその名を轟かせる。一説によると赤馬はロシア国家の運命そのものを表わしているとされる。
ペトロフ＝ヴォートキンの絵画はイタリアの初期ルネッサンスやロシアの伝統的イコンの影響を受けている。明るい色調や図面を歪めた独特なその構成やひねりを幅広く用いていた。
いささか冒涜的だったことからロシア正教会としばしば衝突した。
ソビエト連邦時代には美術理論、デザイン、演劇、グラフィックアート、書籍のイラストレーションなどさまざまな媒体で実験を行い活躍した。また、国立ペトログラード自由美術学校、ヴフテマス、プロレタリア美術院で教鞭を執っている。1932年にはソビエト美術家同盟のレニングラード初代支部長に選出された。1939年2月に結核でレニングラードにて没。当地のヴォルコヴォ墓地に埋葬された。

## 絵画

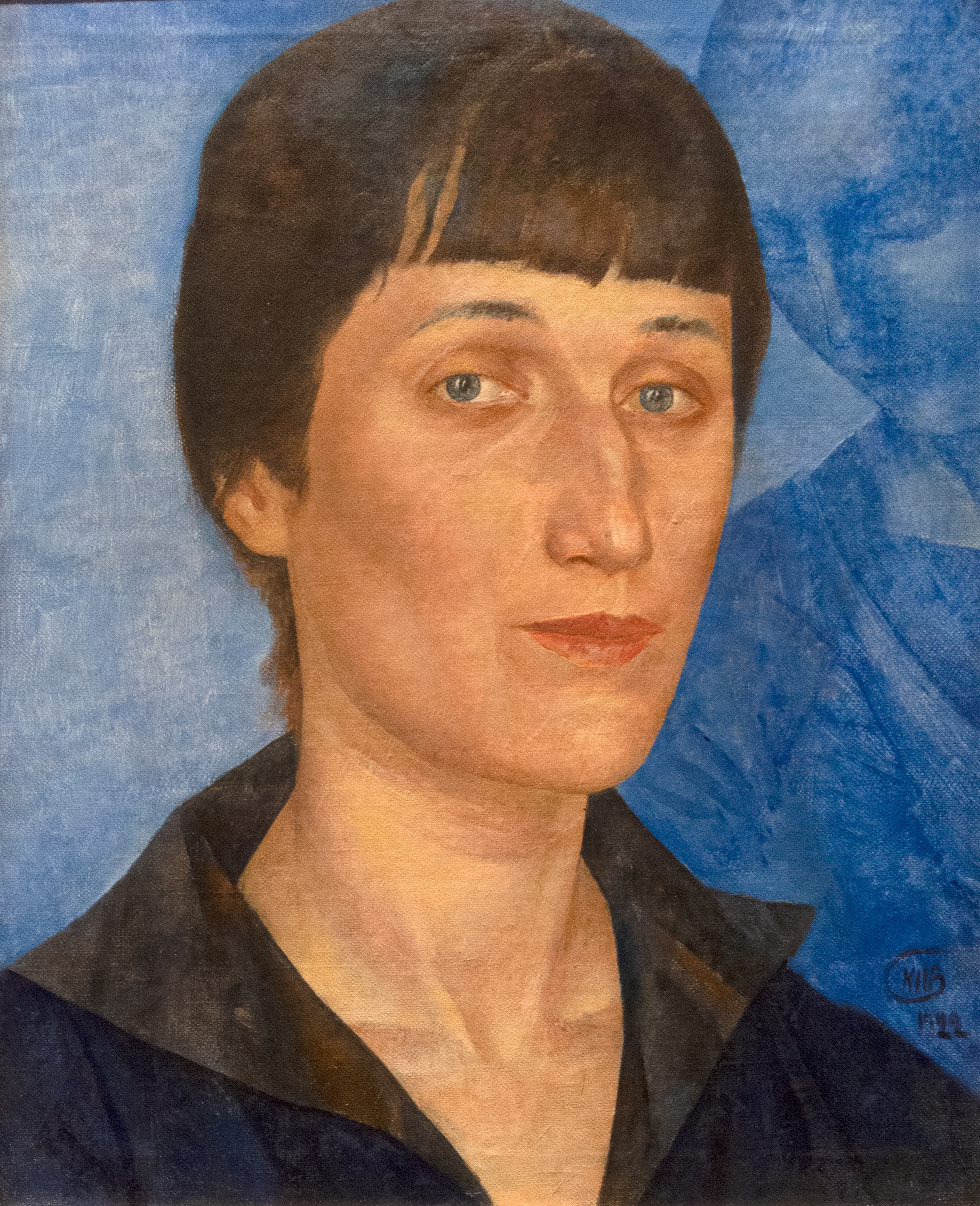
アンナ・アフマートヴァ
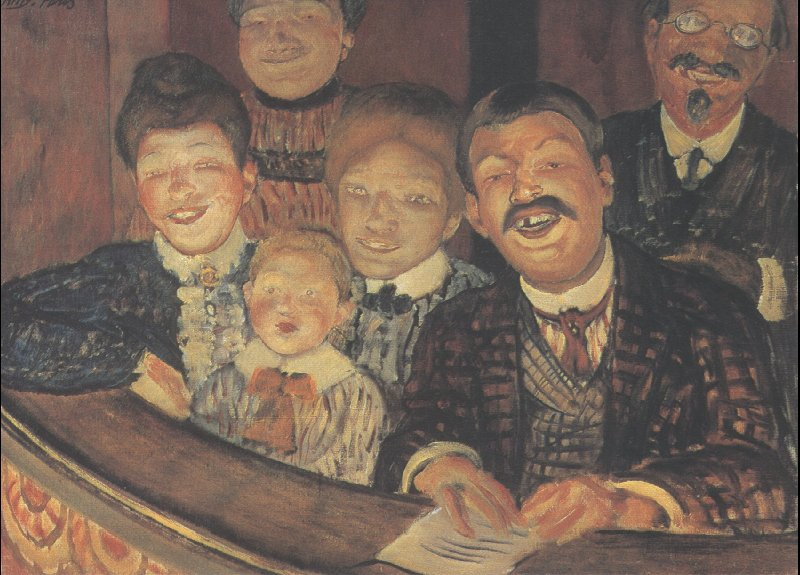
笑劇
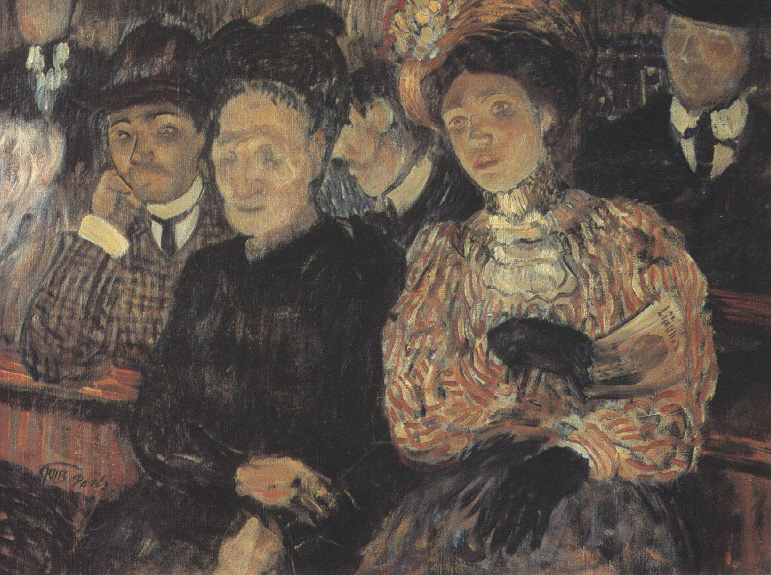
悲劇
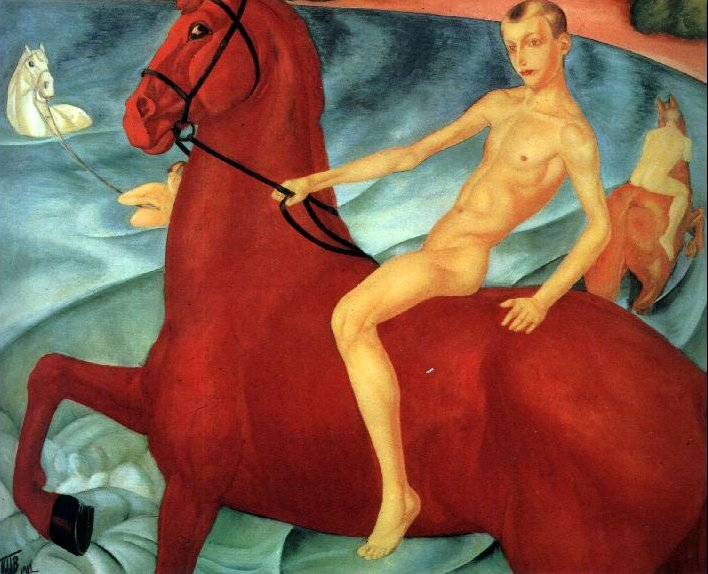
赤馬の水浴
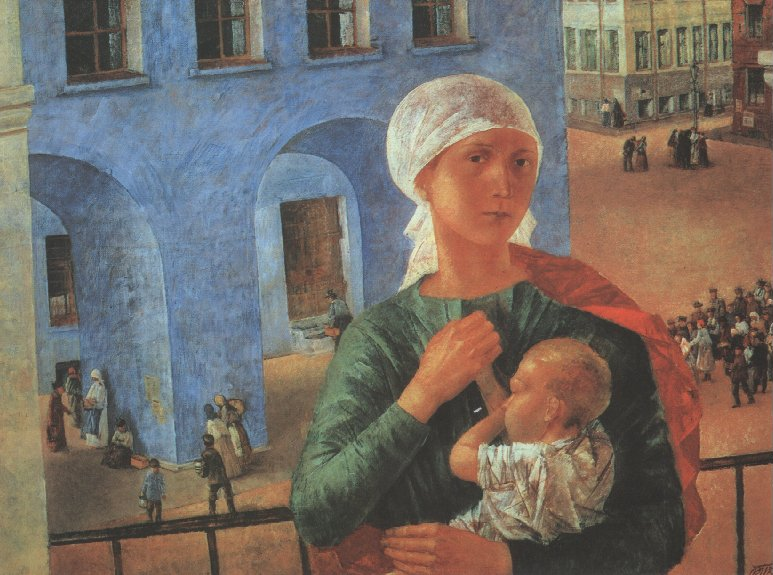
ペトログラードのマドンナ
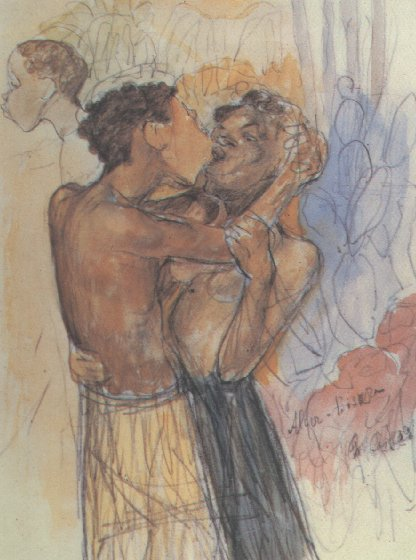
キス
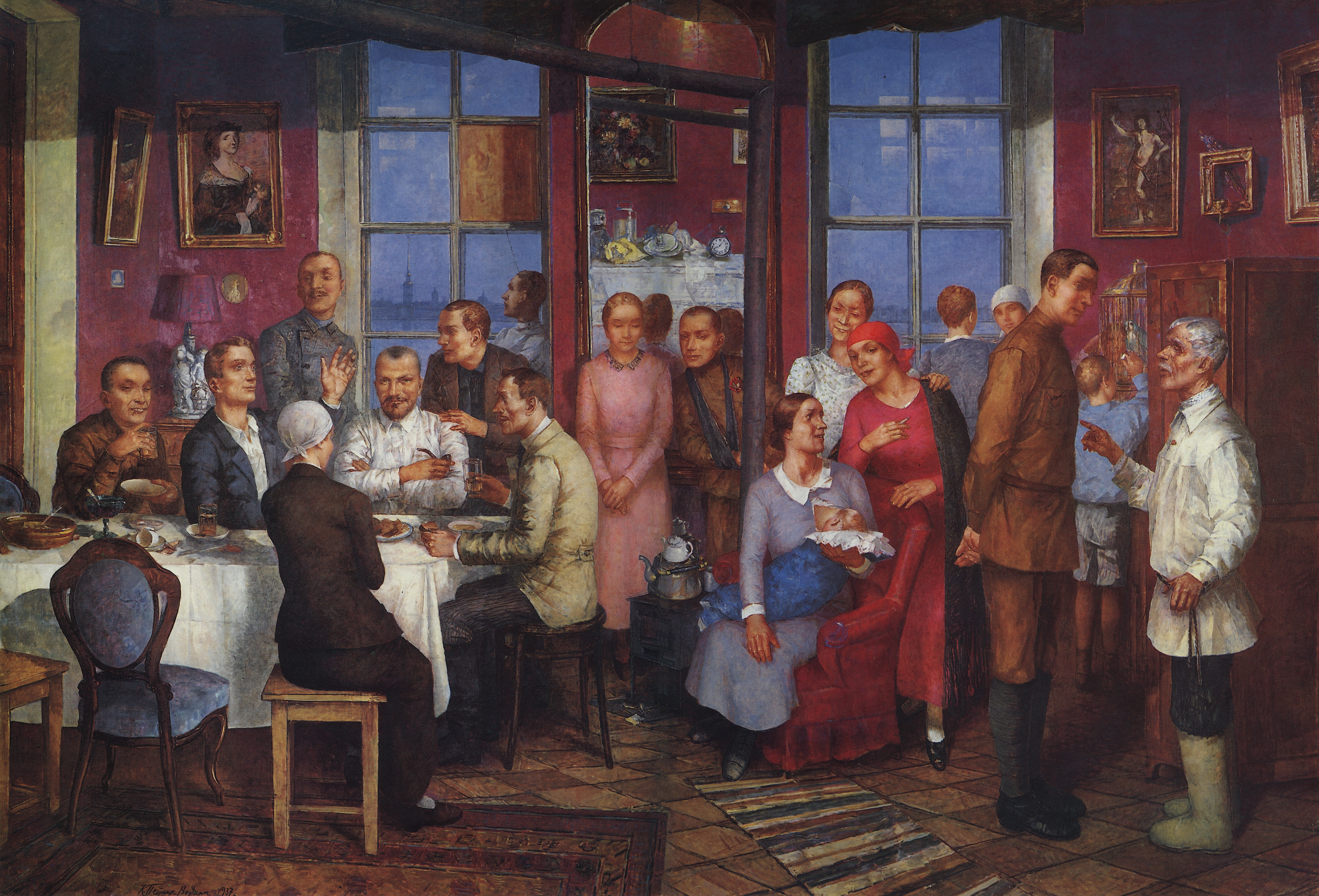
引越しパーティー
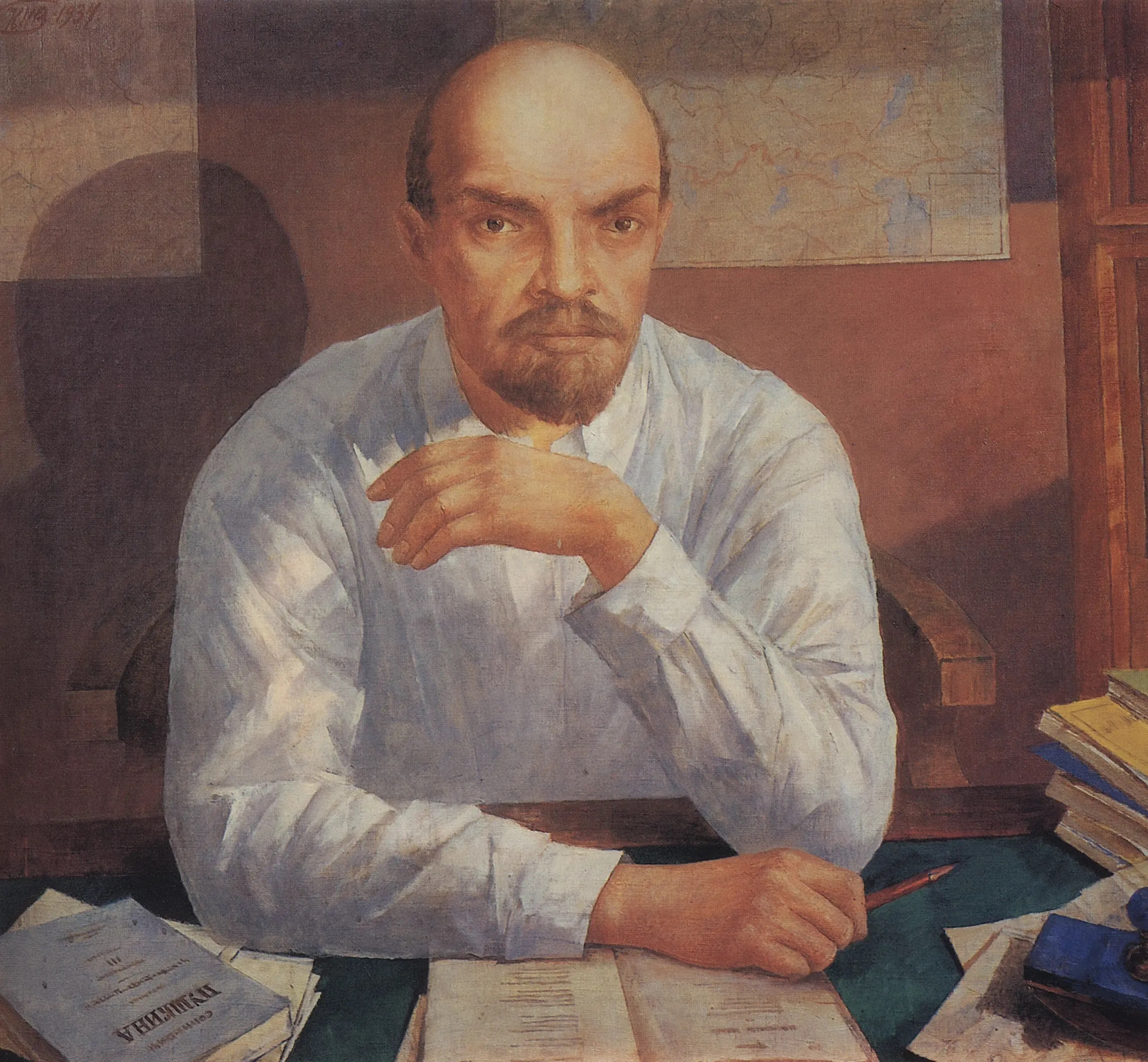
ウラジーミル・レーニン
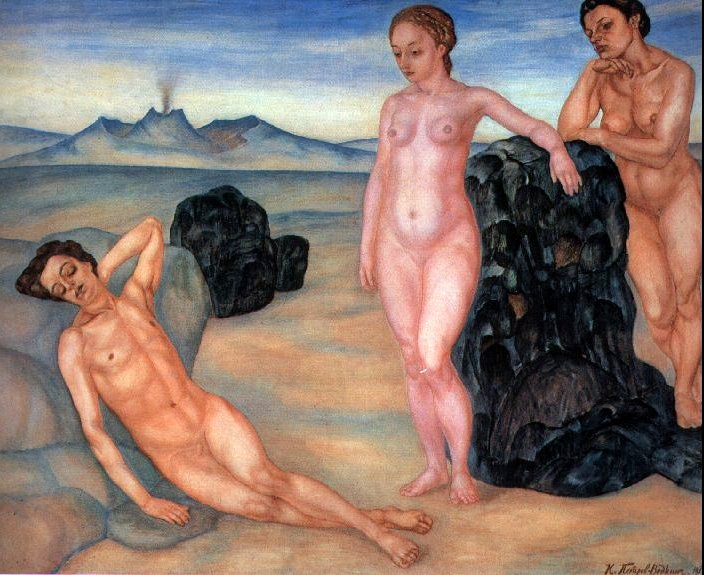
夢